# Ностромо (роман)
«Ностромо: Приморське сказання» (англ. «Nostromo: A Tale of the Seaboard») — роман (1904) Джозефа Конрада, в якому описано невигадані події, але у вигаданій країні Південної Америки під назвою Костаґуана. Це історія про тиранію під різними личинами і про боротьбу проти неї, про хаос війни, що підносить одних і руйнує інших, про ціну багатства і знецінення людини, про віру і життя без неї, про любов і смерть у країні, в якій нічого не міняється. У «Ностромо» (1904), цьому визнаному шедеврі англомовної літератури та найкращому зі своїх романів, Конрад сягає вершин у художньому дослідженні життя суспільства і таємниць людської душі. 1998 року твір був включений до списку 100 найкращих англомовних романів ХХ століття, а американський письменник Скотт Фіцджеральд якось зазначив, що він сам волів би краще «написав Ностромо, аніж будь-який інший із романів».
Українською мовою роман «Ностромо: Приморське сказання [Архівовано 8 листопада 2019 у Wayback Machine.]» у 2019 видало Видавництво «Астролябія» у перекладі Олени О'Лір у рамках проекту Класична та сучасна європейська література в Україні за фінансової підтримки програми «Креативна Європа» Європейської Комісії.

## Персонажі
- Ностромо (Джованні Баттіста, Джан’ Баттіста, Баттістіно), італієць, «привабливий молодик, вабив чоловіків, жінок і дітей саме отим глибоким душевним спокоєм, який, мов погідні сутінки, робив ще спокусливішою його багатонадійну енергійну поставу та рішучу поведінку».
- Чарлз Ґулд (дон Карлос, Король Сулако) — англієць, костаґуанець у третьому поколінні, власник срібної копальні, яку успадкував від батька.
- Донья Емілія Ґулд — дружина Чарлза Ґулда.
- Доктор Моніґем — лікар.
- Мартін Деку — костаґуанець, що провів значну частину життя у Парижі і вважає себе радше європейцем; приїхавши на батьківщину, стає журналістом; закоханий в Антонію Авельянос.
- Дон Хосе Авельянос — «державний муж, поет, чоловік культурний, який представляв свою країну при кількох європейських дворах (і перетерпів невимовні приниження у статусі політв'язня за часів тирана Ґусмана Бенто)».
- Антонія Авельянос — високоосвічена донька дона Хосе Авельяноса, яка з безмежною самопосвятою турбувалася про батька і державні справи.
- Джорджо Віола (Ґарібальдіно) — італієць, «ідеаліст давніх гуманістичних революцій».
- Тереза Віола — дружина Джорджо Віоли.
- Лінда Віола — старша донька Джорджо і Лінди Віоли.
- Джізелла Віола — молодша донька Джорджо і Лінди Віоли.
- Капітан Мітчел
- Президент дон Вінсенте Ріб'єра
- Ґусман Бенто
- Генерал Монтеро
- Педро Монтеро
- Сеньйоре Гірш
- Полковник Сотільйо
- Голройд
- Ернандес
- Отець Роман
- Отець Корбелан
- Генерал Барріос
- Дон Пепе